# Наивисты
«Наивисты» (латыш. «Naivie») — документальный фильм режиссёра Дайниса Клявы, снятый по собственному сценарию на студии документальных фильмов Юриса Подниекса (Juris Podnieks Studio) в 1992 году.

## Сюжет
Фильм о людях, которым возраст не мешает находить удовольствие в занятиях живописью. Они гармоничны в своих наивных работах и счастливы тем, что могут заниматься любимым делом.

## Съёмочная группа
- Автор сценария: Дайнис Клява
- Режиссёр-постановщик: Дайнис Клява
- Оператор-постановщик: Дайнис Клява
- Композитор: Айварс Херманис
- Продюсеры: Антра Цилинска, Юрис Подниекс

## Награды
- 1993 — Победитель в номинации «Лучший документальный фильм» на кинофестивале «Большой Кристап»

## Технические данные
- цветной, Beta SP
- 48 мин.